# Chó Boykin Spaniel
Chó Boykin Spaniel là một giống chó có kích cỡ trung bình, được lai tạo với mục đích săn bắt những con gà tây hoang dã và vịt ở đầm lầy sông Wateree ở Nam Carolina, Hoa Kỳ. Nó là giống chó đại diện bang Nam Carolina, nơi nó được phát hiện và phát triển hơn bởi thợ săn trong những năm 1900. Ngày 1 tháng 9 hàng năm được chọn là ngày dành riêng cho giống chó Boykin Spaniel ở Nam Carolina.

## Chiều cao, cân nặng
Chó Boykin Spaniel chỉ lớn hơn một chút so với Chó Cocker Spaniel Anh nhưng nặng hơn nhiều so với thân hình bề ngoài của nó. Chiều cao tính từ các vai đối với chó đực dao động từ 15,5 đến 17 inch (từ 39,4 đến 43,18 cm) và trọng lượng nằm trong khoảng từ 30 đến 40 lb (từ 13,6 đến 18,2 kg). Chó cái có các số đo nhỏ hơn, với chiều cao trong khoảng từ 14 đến 16,5 inch (từ 35 đến 41,91 cm) và trọng lượng từ 25 đến 35 lb (từ 11,4 đến 15,9 kg).

## Chăm sóc
Như với tất cả các giống chó, chó Boykin Spaniels đòi hỏi chủ nhân cần phải cho nó tập thể dục hàng ngày và chải chuốt lông cho nó thường xuyên. Việc cắt tỉa lông cho chó thường xuyên được khuyến khích, đặc biệt là chó thuộc giống chó Boykin Spaniel, với bộ lông tựa như một chiếc áo mềm đính trên đó là đuôi cáo và cây tầm xuân. Phun tắm cho chó bằng các dung dịch tắm rửa cũng được khuyến khích để giúp bảo vệ chúng chống lại bộ lông của chúng việc bị rối và cũng vì chiều dài lông của chúng.